# 錦通 (名古屋市)

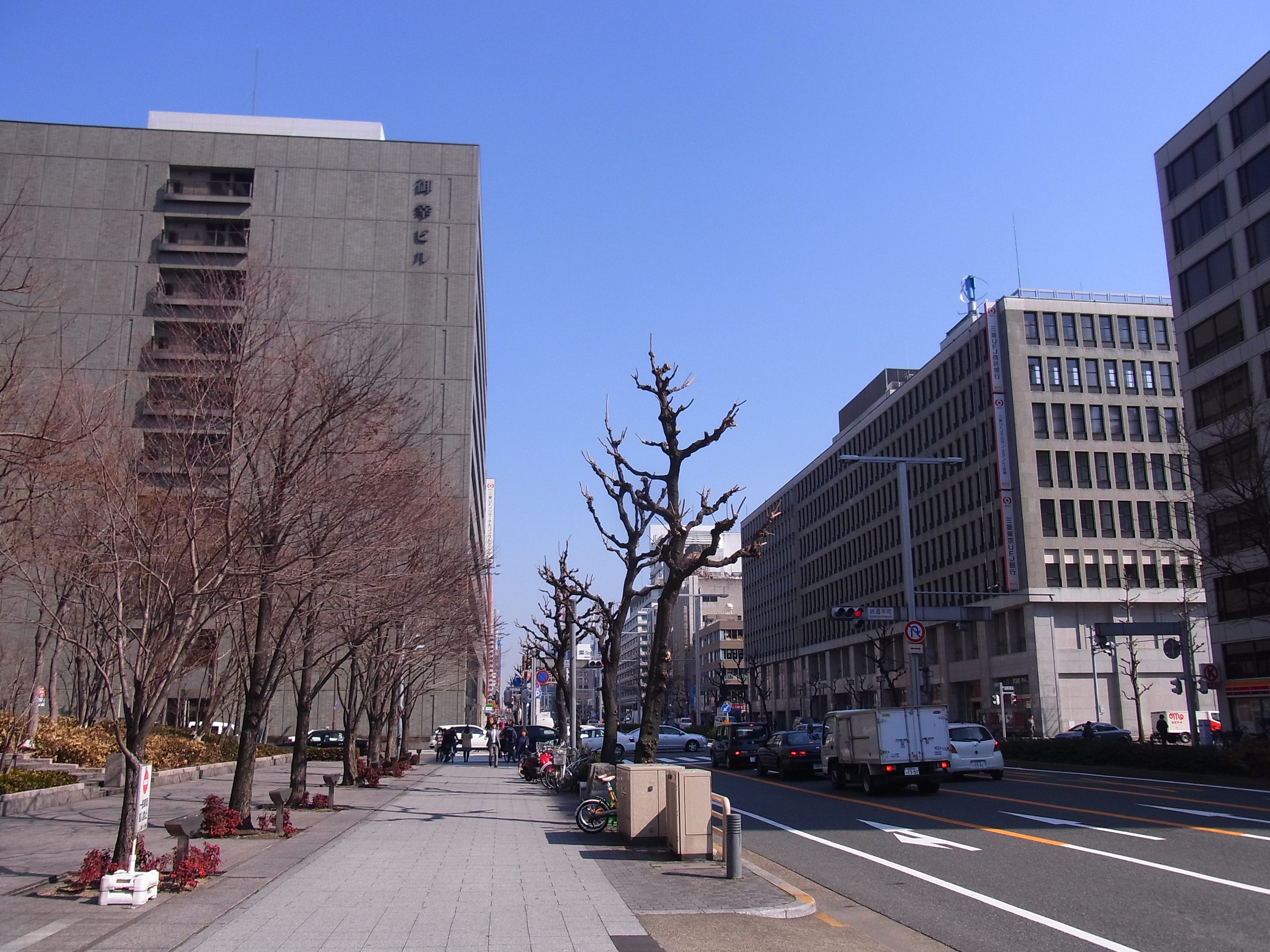
錦通（中区錦二丁目）

錦通（にしきどおり）は、名古屋市の中心部を東西に貫く幅員40m、6車線の幹線道路である。
太平洋戦争後の名古屋市の都市計画の中で都心部の高速度鉄道建設用地として確保されていたものが、名古屋市営地下鉄1号線（現：東山線）の建設工事後に道路となったものである。名前の由来は古今和歌集収録の和歌とされている。

## 概要

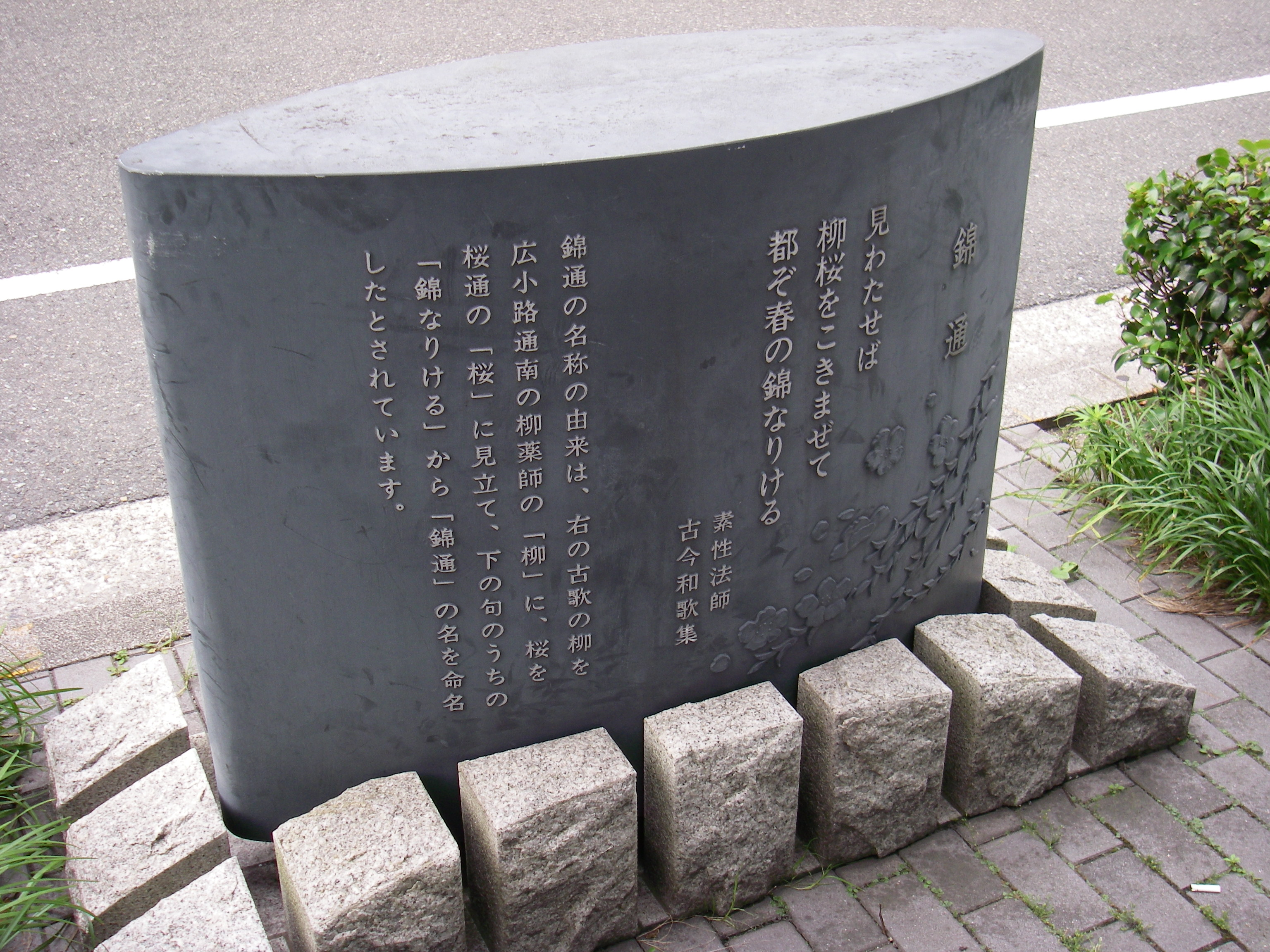
錦通の名前の由来が記された石碑（中区錦一丁目）

錦通は、西の愛知県道68号名古屋津島線（同線で通称名駅通と呼ばれる部分）交点である笹島北交差点と東の池下北交差点をその両端とする、名古屋市屈指の市街地（名駅・伏見・栄・今池）の中を東西に伸びる幹線道路である。
元々は太平洋戦争後の名古屋市の復興都市計画の中において伏見駅 - 栄駅を除き高架線で計画され用地の確保が行われていた名古屋市営地下鉄東山線が、路線沿線地域との協議の結果地下線による建設に変更されたため、その地上部を道路としたものである。そのため全線にわたり地下に地下鉄東山線が走っている。用地の確保が行われていたことから、地下鉄工事は事業費節減のために露天掘りで行われた。また、錦通の南側を広小路通（愛知県道60号名古屋長久手線）が、少し離れた北側を桜通（愛知県道68号名古屋津島線の一部・国道19号の一部・名古屋市道都通布池線）が並行している。
錦通の名は古今和歌集収録の素性法師の和歌「見わたせば 柳桜をこきまぜて 都ぞ春の錦なりける」に由来するとされている。新設される道路は北側を走る桜通と南側を走る広小路通の間を走ることとなるため、素性法師の和歌の「柳」を広小路通南の柳薬師に、「桜」を桜通に見立て、和歌の下の句「錦なりける」から錦通と名づけられた。中区の錦通沿線には、命名の経緯を記した石碑が建てられている。また、1984年（昭和59年）に名古屋市が市内の道路の愛称を公募した際に、従来から用いられていた通称をそのまま道路の愛称として制定した。

## 通過する自治体
- 名古屋市（中村区 - 中区 - 東区 - 千種区）

## 交差する道路

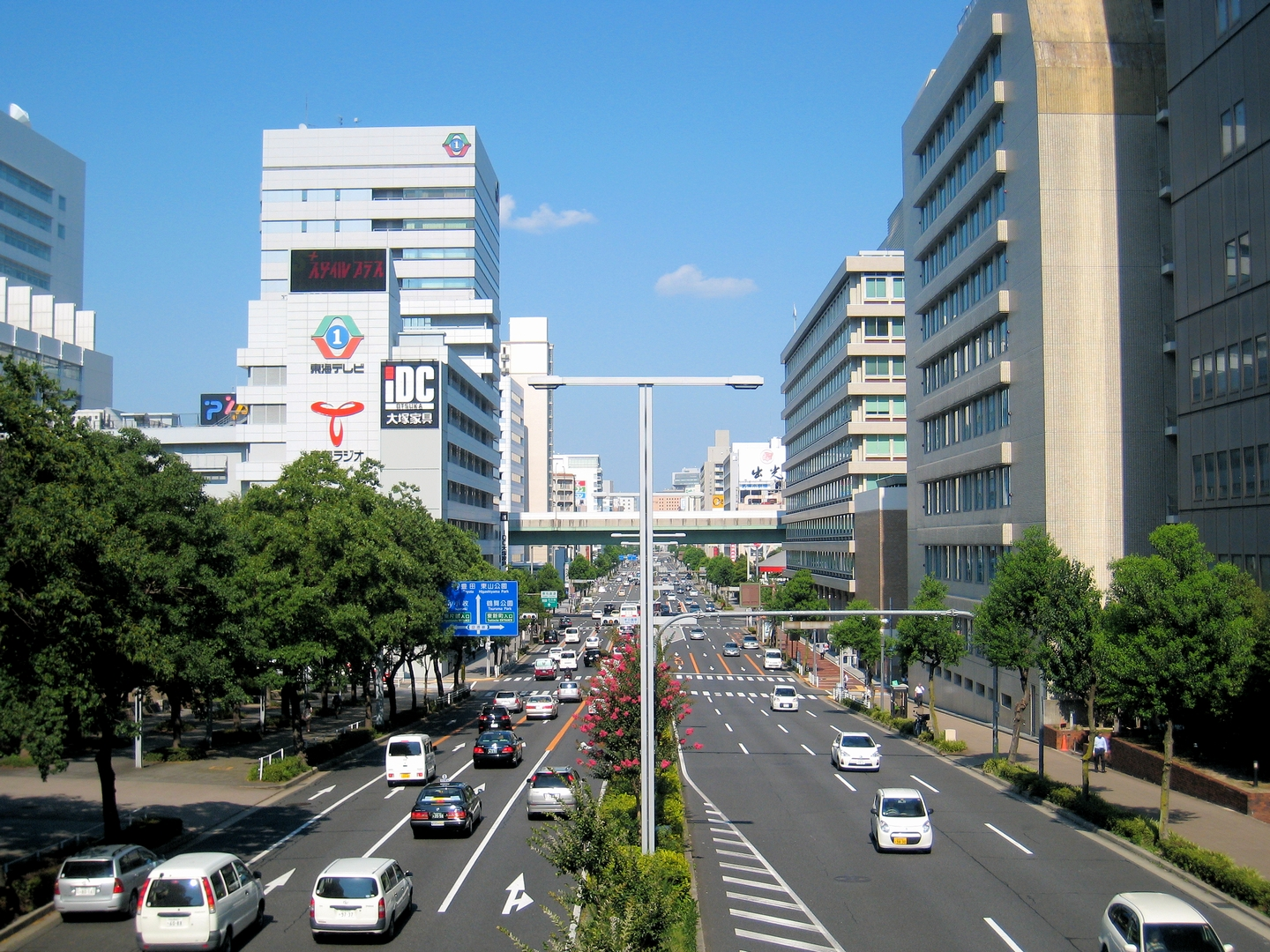
愛知芸術文化センター南側陸橋上より東方向、東新町北交差点方面

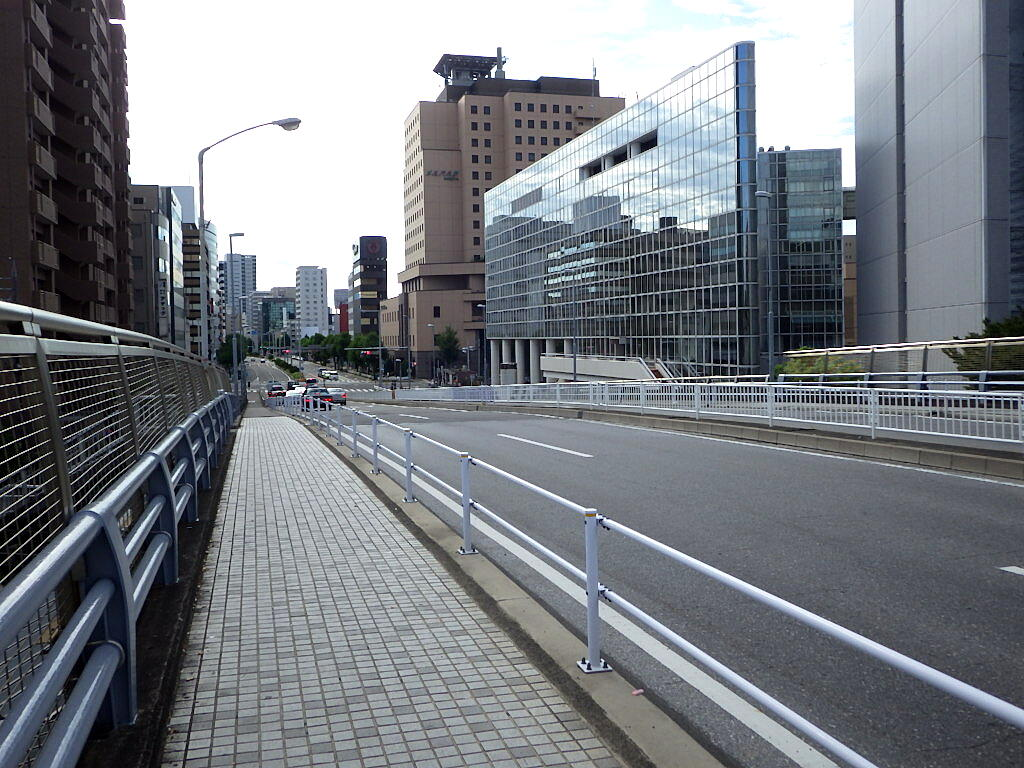
新千種橋（JR中央本線跨線橋）上からの錦通。西向き栄方向。

- 交差する道路の、特記がないものは市道。

| 交差する道路                       | 交差する場所 | 交差する場所 | 交差する場所     |
| ---------------------------------- | ------------ | ------------ | ---------------- |
| 愛知県道68号名古屋津島線（名駅通） | 中村区       | 名駅         | 笹島北交差点     |
| 名古屋高速都心環状線名駅入口       | 中村区       | 名駅         |                  |
| 名古屋市道江川線（江川線）         | 中村区       | 名駅         | 西柳町交差点     |
| 名古屋高速都心環状線錦橋出口       | 中村区       | 名駅         | 錦橋西交差点     |
| 国道19号（伏見通）                 | 中区         | 錦           | 錦通伏見交差点   |
| 名古屋市道本町線（本町通）         | 中区         | 錦           | 錦通本町交差点   |
| 大津通                             | 中区         | 錦           | 錦通大津交差点   |
| 久屋大通                           | 中区         | 錦           | 錦通久屋交差点   |
| 名古屋市道堀田高岳線（空港線）     | 東区         | 東桜         | 東新町北交差点   |
| 国道153号（葵町線）                | 東区         | 葵           | 葵町西交差点     |
| 名古屋市道赤萩町線                 | 東区         | 葵           | 新千種橋西交差点 |
| 名古屋市道名古屋環状線（環状線）   | 千種区       | 今池         | 今池北交差点     |
| 名古屋市道鍋屋上野池下線           | 千種区       | 池下         | 池下北交差点     |

## 沿線の主な施設

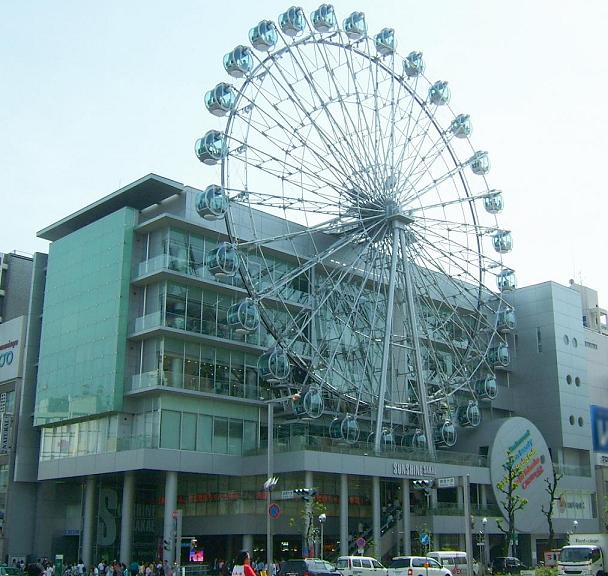
サンシャイン栄（中区）

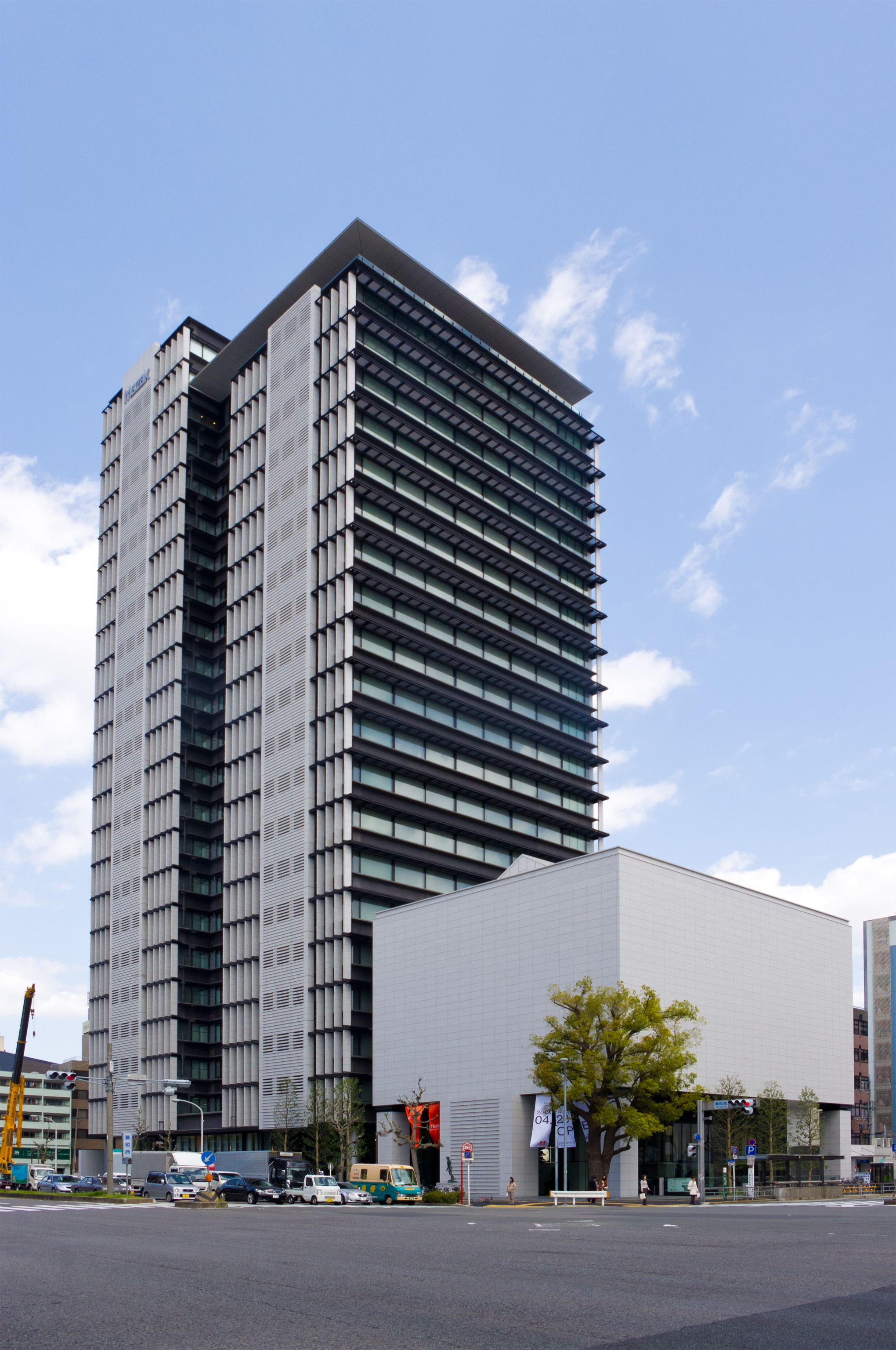
マザックアートプラザ（東区）

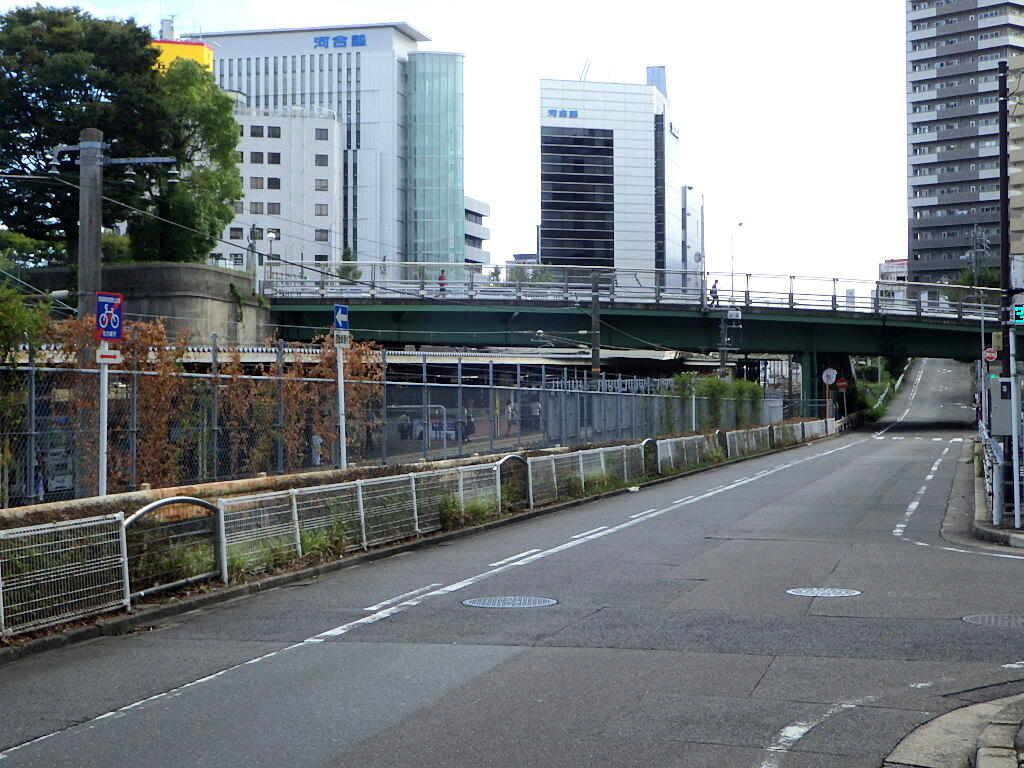
JR千種駅直上を通過する錦通（東区-千種区）

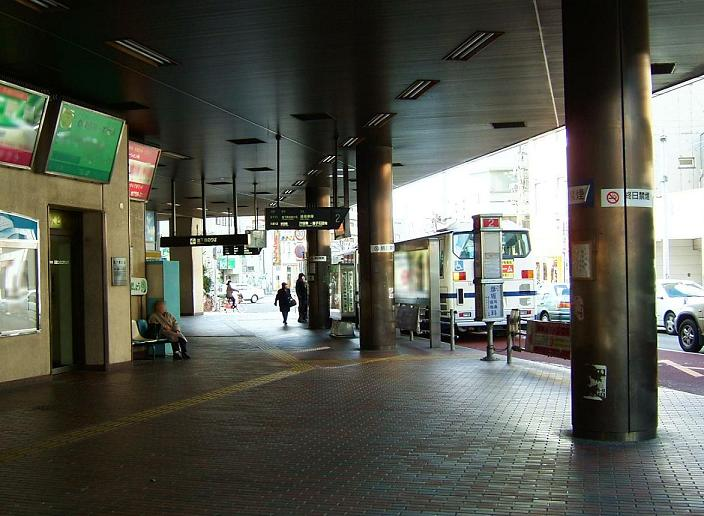
池下バスターミナル（千種区）

### 中村区
- 名鉄百貨店（名鉄バスターミナルビル）
- ミヤコ地下街
- モード学園スパイラルタワーズ
- センチュリー豊田ビル
- 柳橋中央市場
- 錦橋（堀川 中村区 - 中区境）

### 中区
- 名古屋市立御園小学校
- 名古屋観光ホテル
- 伏見地下街
- 三菱UFJ銀行名古屋営業部
- 名古屋銀行本店
- 錦三丁目
- 名古屋国際ホテル
- 興和本社
- サンシャイン栄
- カゴメ本社
- 久屋大通公園

### 東区
- オアシス21
- NHK名古屋放送局
  - NHK名古屋放送センタービル
- 愛知芸術文化センター
- 東海テレビ放送・東海ラジオ放送本社
- テレピア
- 中部電力本店
- 名演小劇場
- マザックアートプラザ
  - ヤマザキマザック美術館
- 名古屋文化短期大学
- カトリック布池教会
- メルパルクNAGOYA
- 住友生命千種ニュータワービル

### 千種区
- 新千種橋（JR中央本線跨線橋 東区 - 千種区境）
- 千種郵便局
- ボトムライン（ライブハウス）
- 池下バスターミナル

## 沿線交通機関

### 鉄道

#### 名古屋市営地下鉄東山線
- 名古屋駅（桜通線・あおなみ線・JR東海道新幹線・同東海道本線・同中央本線・同関西本線） - 伏見駅（鶴舞線） - 栄駅（名城線） - 新栄町駅 - 千種駅（JR中央本線） - 今池駅（桜通線） - 池下駅
- カッコ内に路線名が付記された駅は、東山線以外の当該路線の駅でもあることを指す。名古屋駅と池下駅以外は、錦通の直下に位置する。

#### その他
- 近鉄名古屋駅（近鉄名古屋線）
- 名鉄名古屋駅（名鉄名古屋本線）
- 栄町駅（名鉄瀬戸線）

### バス路線
錦通は東山線の真上にあるため通常時の走行ルートとしている市バス路線は少ないが、名古屋まつりなどのイベント開催時は並行する広小路通が車両通行止めとなるため、広小路通を通常の走行ルートとする多くの系統が錦通を迂回経路とする。
また、ジェイアール東海バス・ジェイアールバス関東等が運行する高速バスの路線で、東名高速道路名古屋インターチェンジ方面に向かう車両は錦通を通常の走行ルートとしているものが多い（ただし乗車可能なバス停は錦通上に設けられていないが、東名ハイウェイバスの栄バス停があるオアシス21は錦通沿いにある）。

## ギャラリー

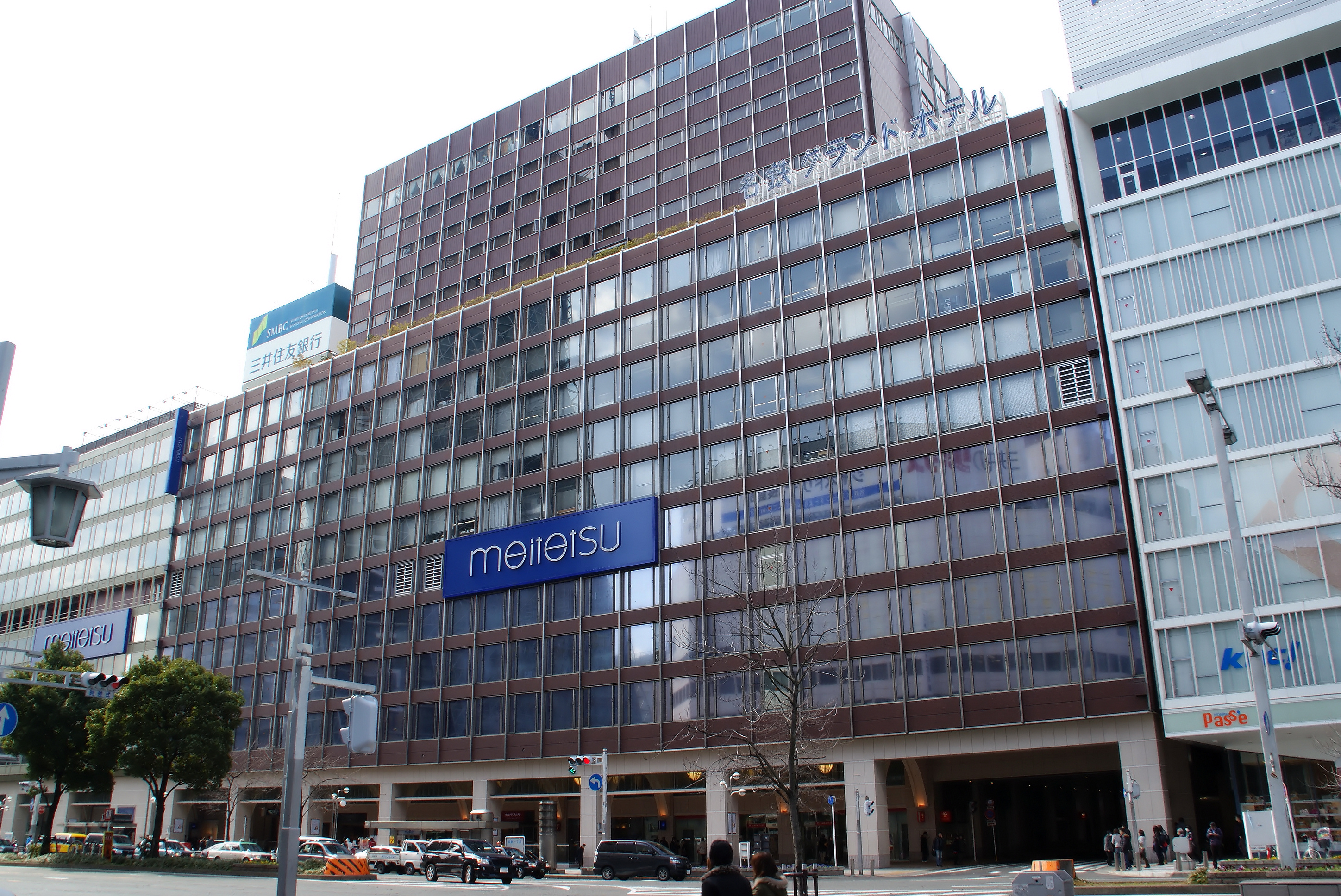
名鉄百貨店メンズ館・名鉄バスターミナルビル（中村区）
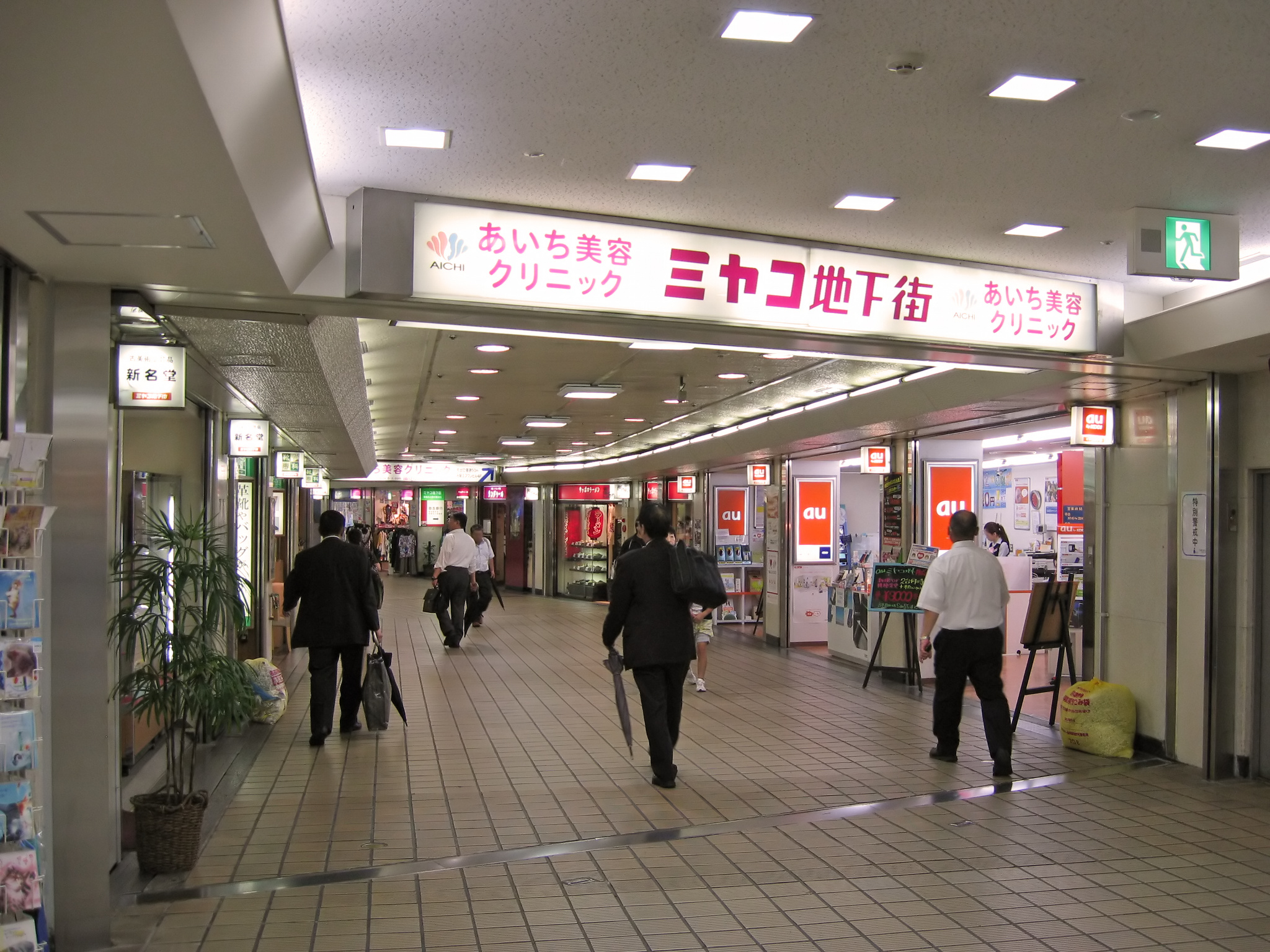
ミヤコ地下街（中村区）。錦通直下に所在する。
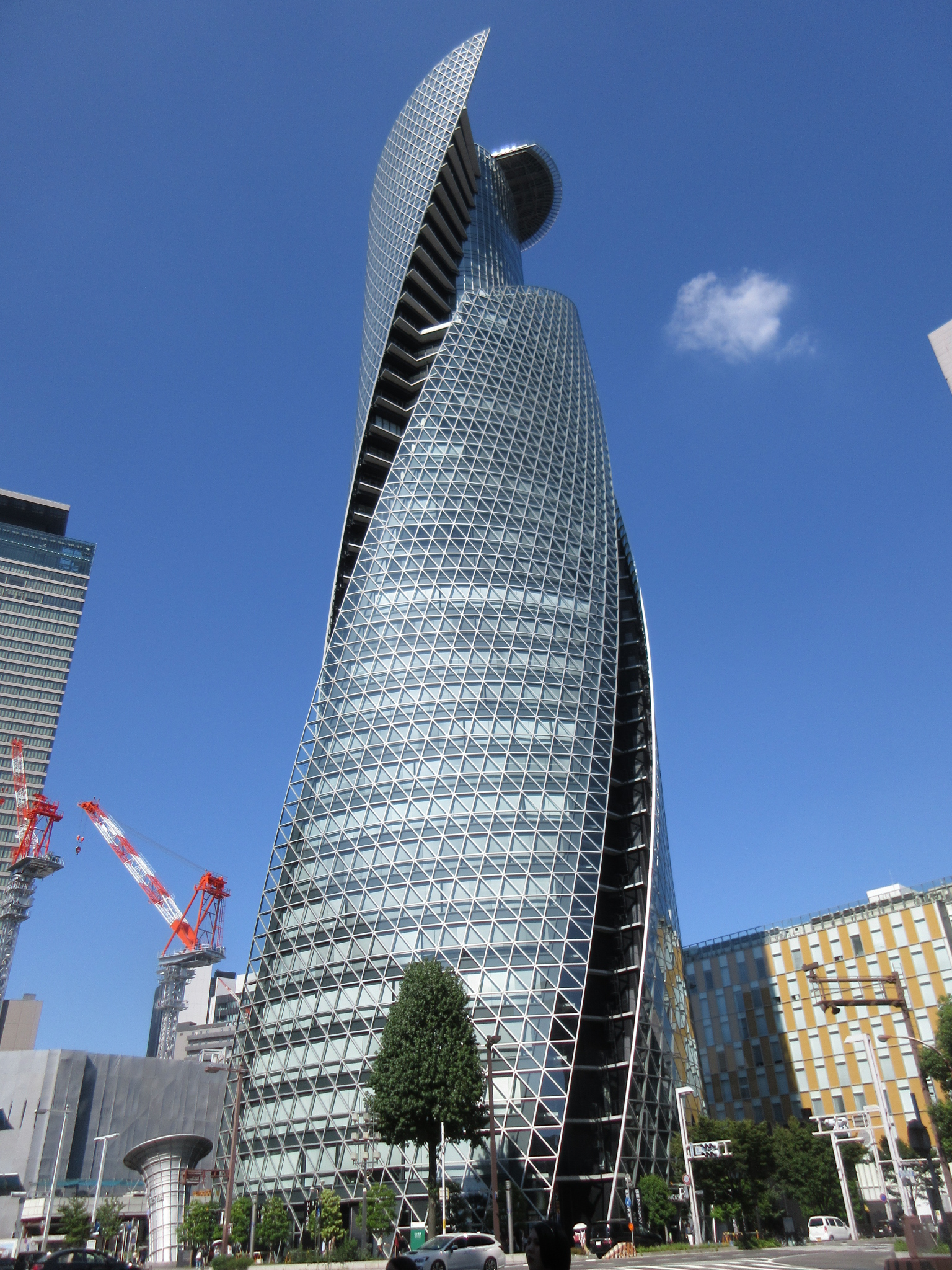
モード学園スパイラルタワーズ（中村区）
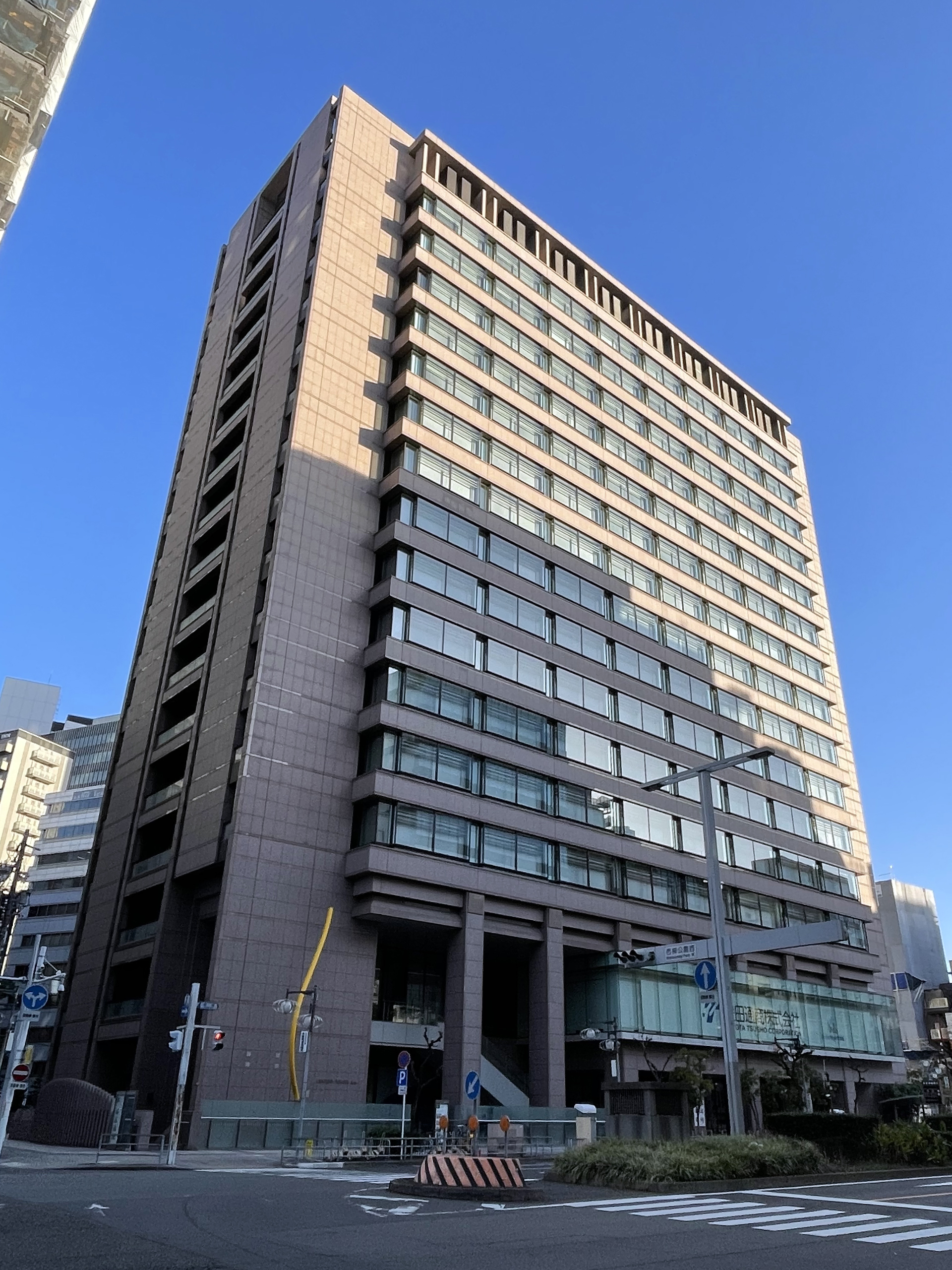
センチュリー豊田ビル（中村区）
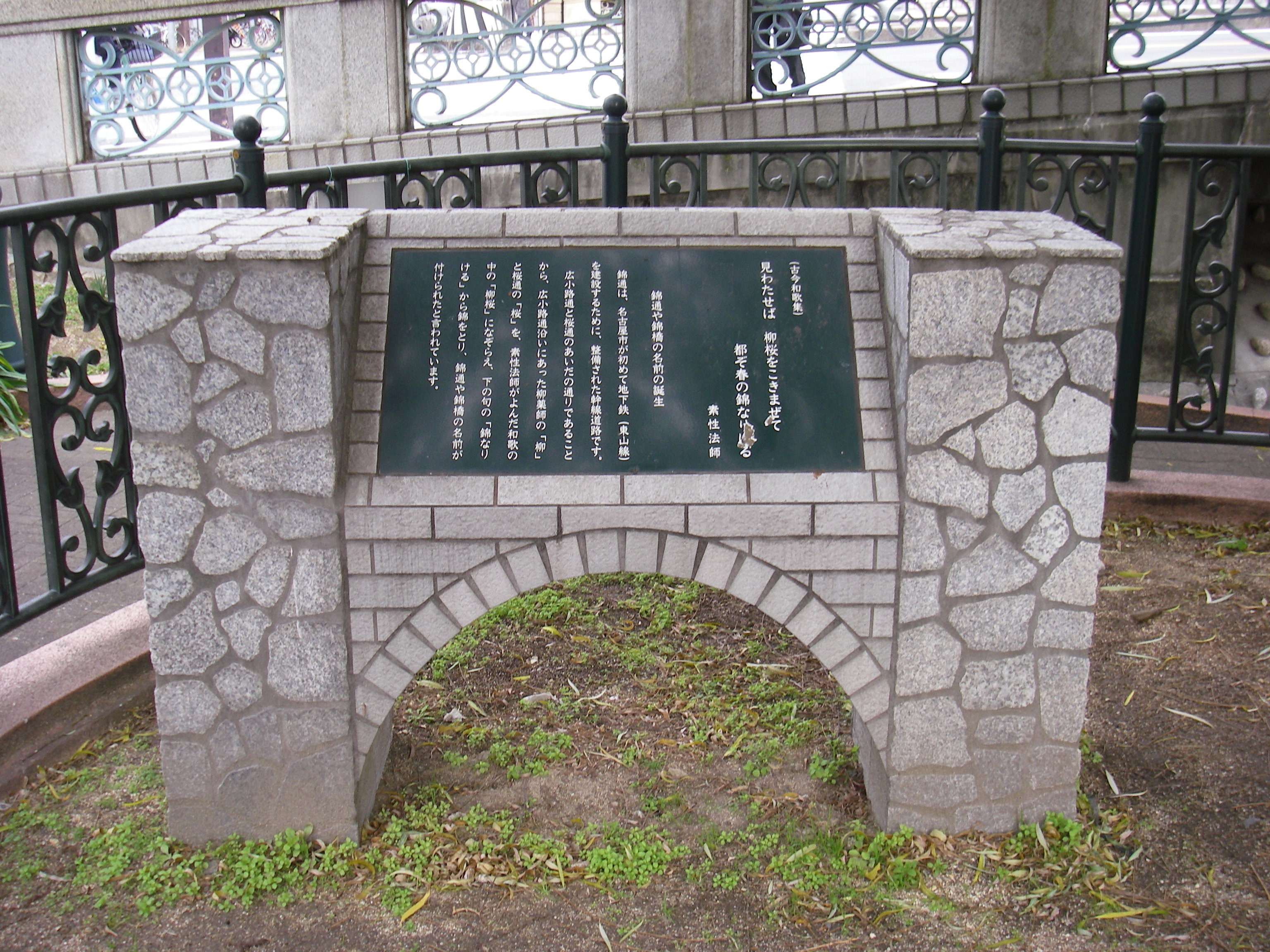
堀川右岸、錦橋の袂にある命名の由来の石碑（中村区）
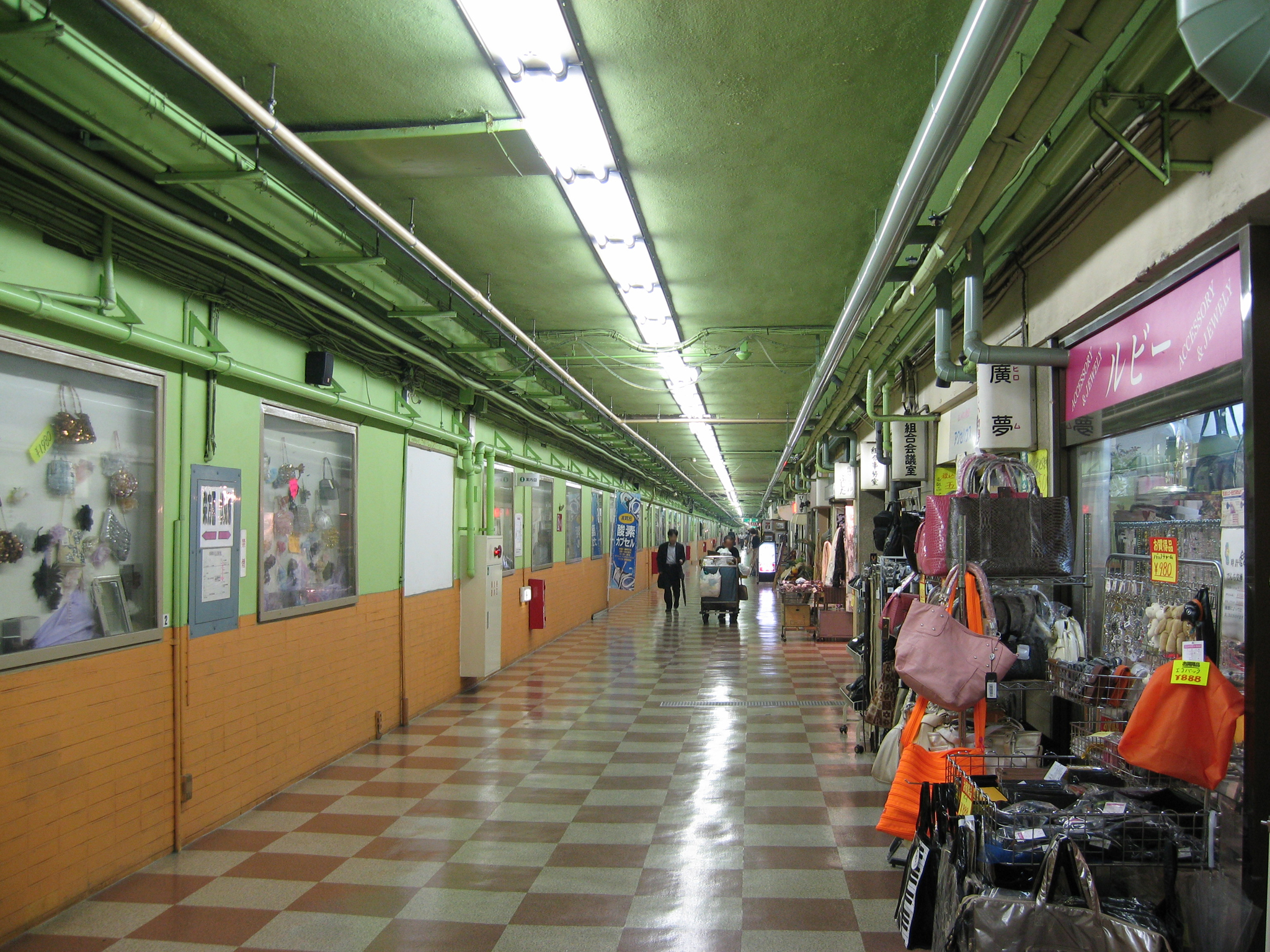
伏見地下街（中区）。地下鉄東山線線路と並行して錦通地下に所在する。
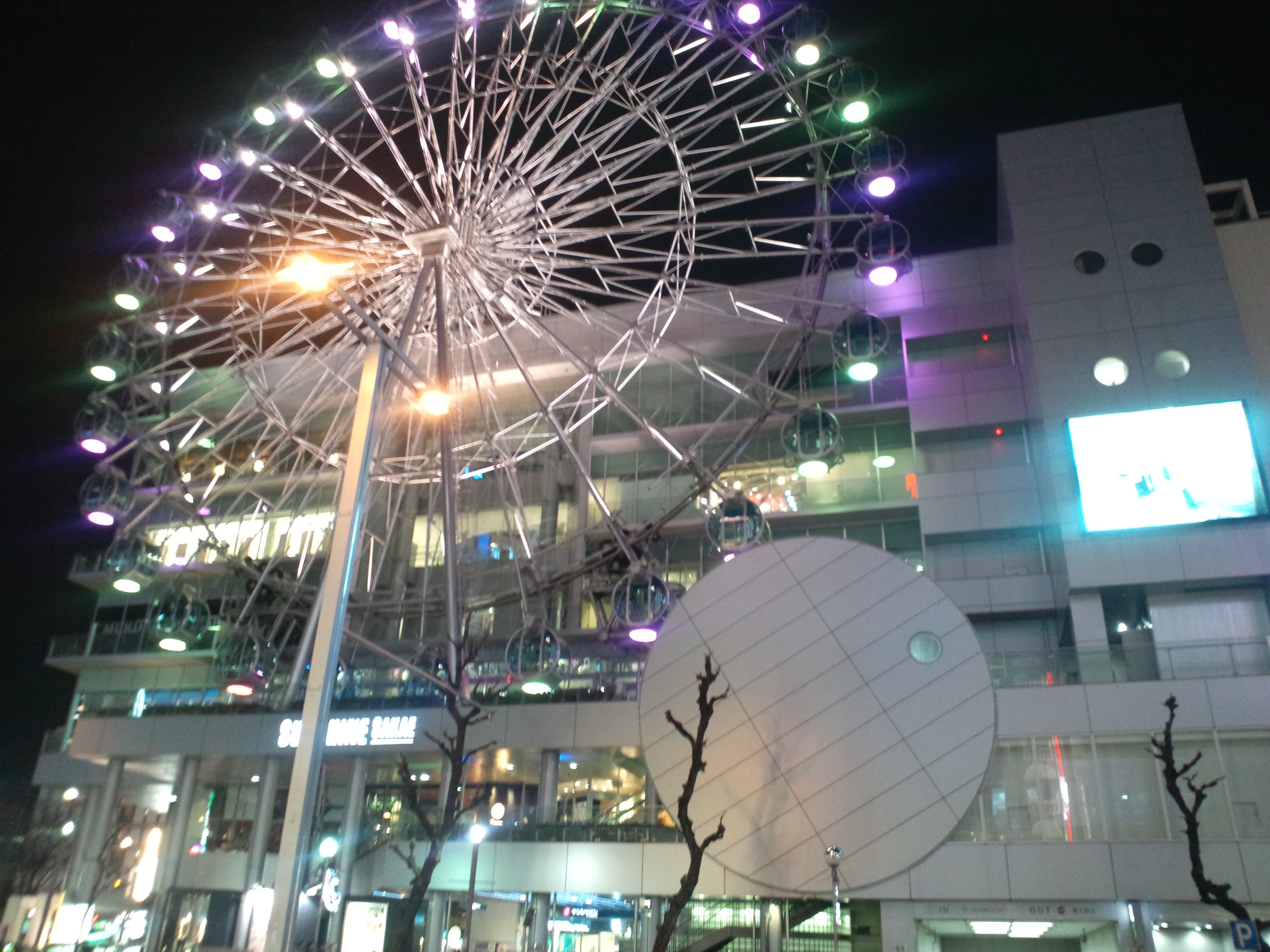
夜のサンシャイン栄（中区）
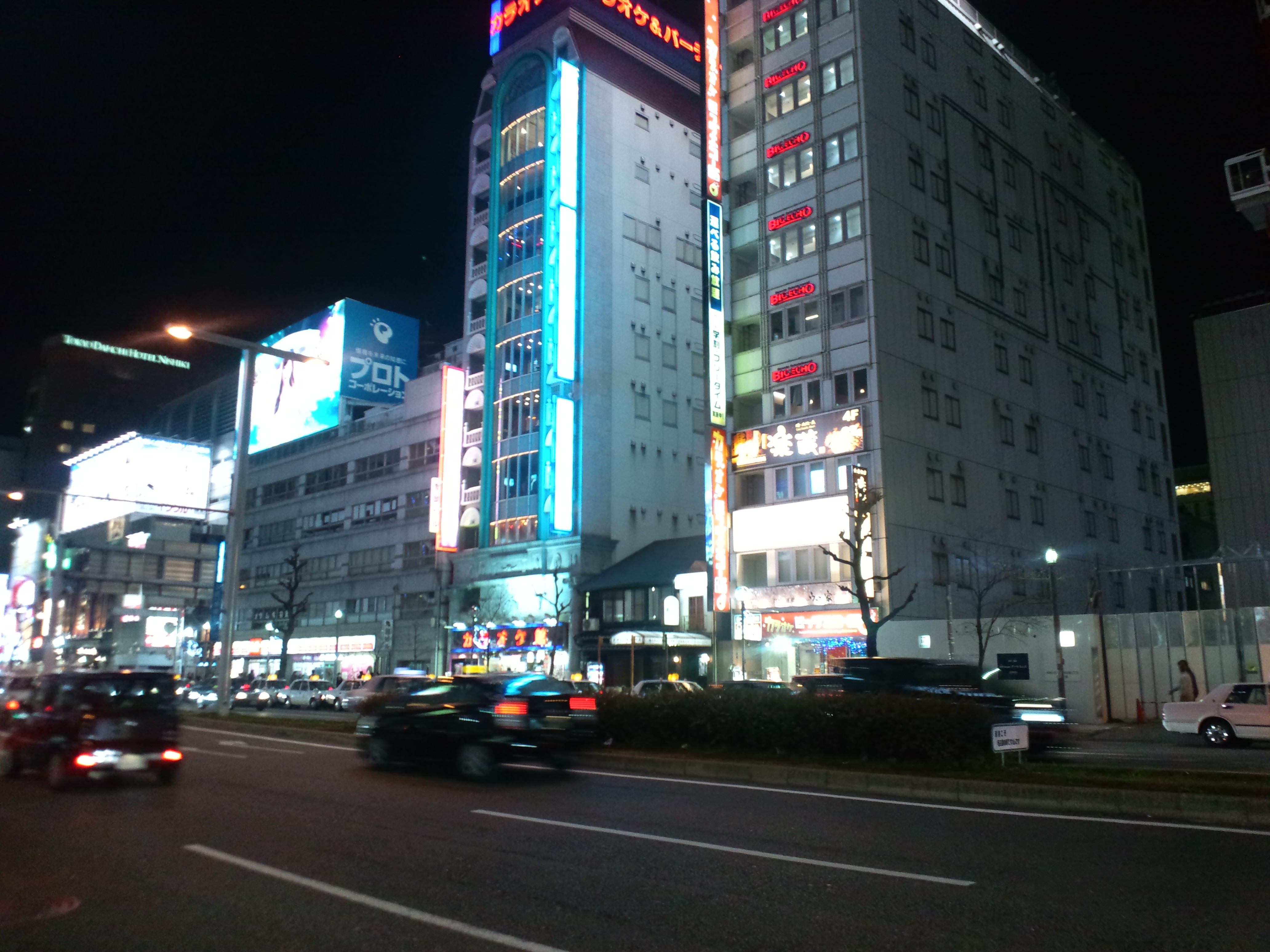
夜の錦通（中区）
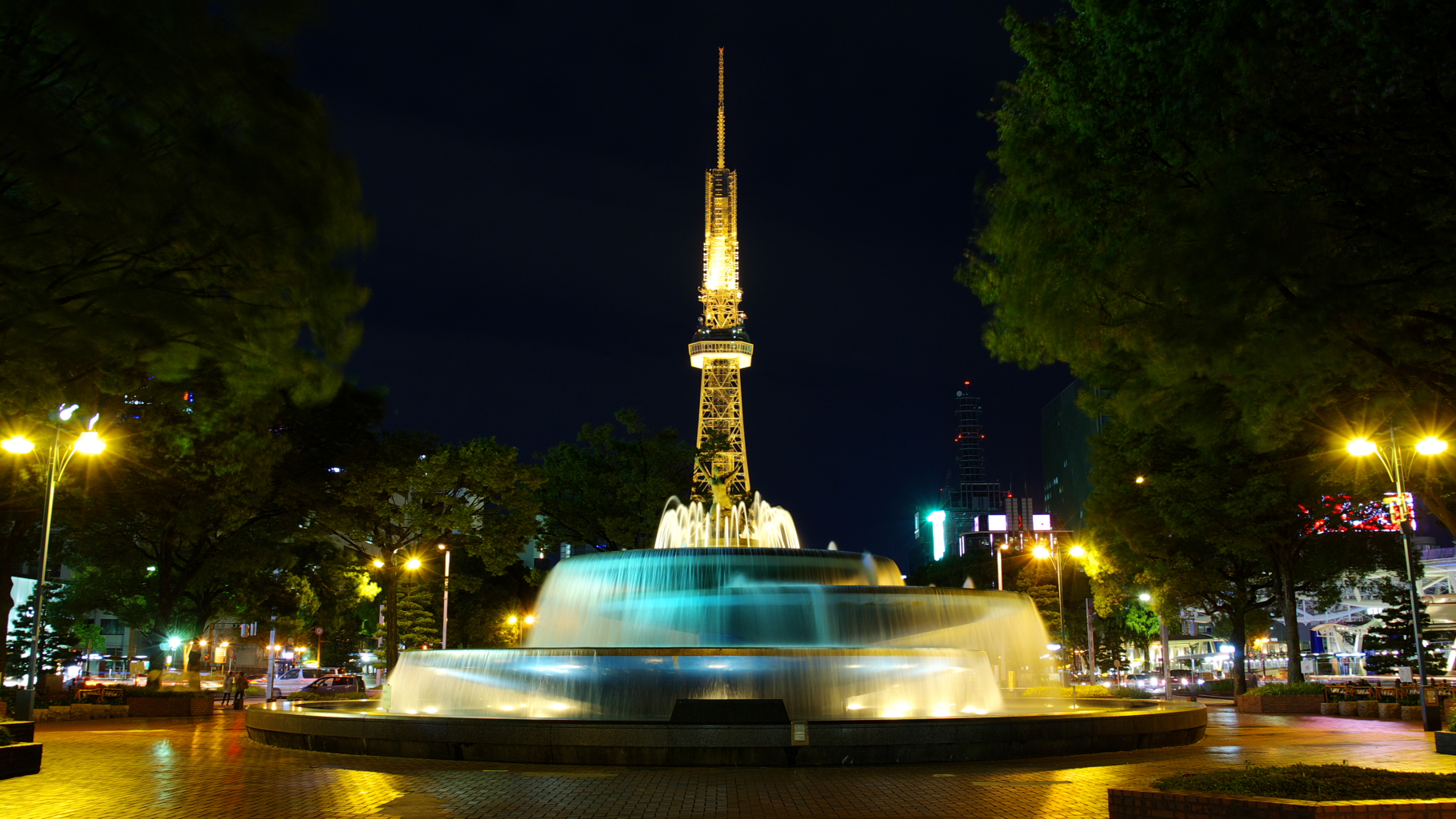
久屋大通公園夜景（中区）
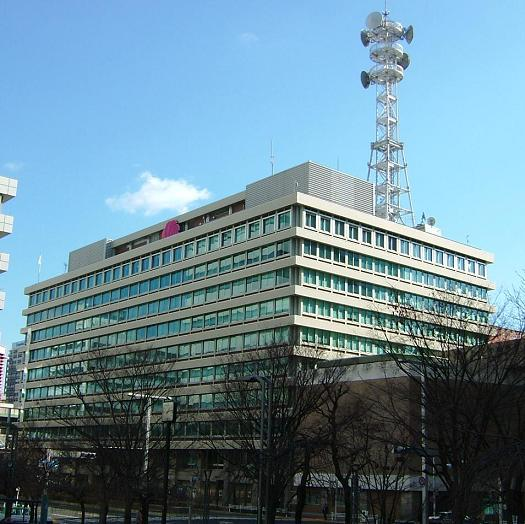
中部電力本店ビル（東区）
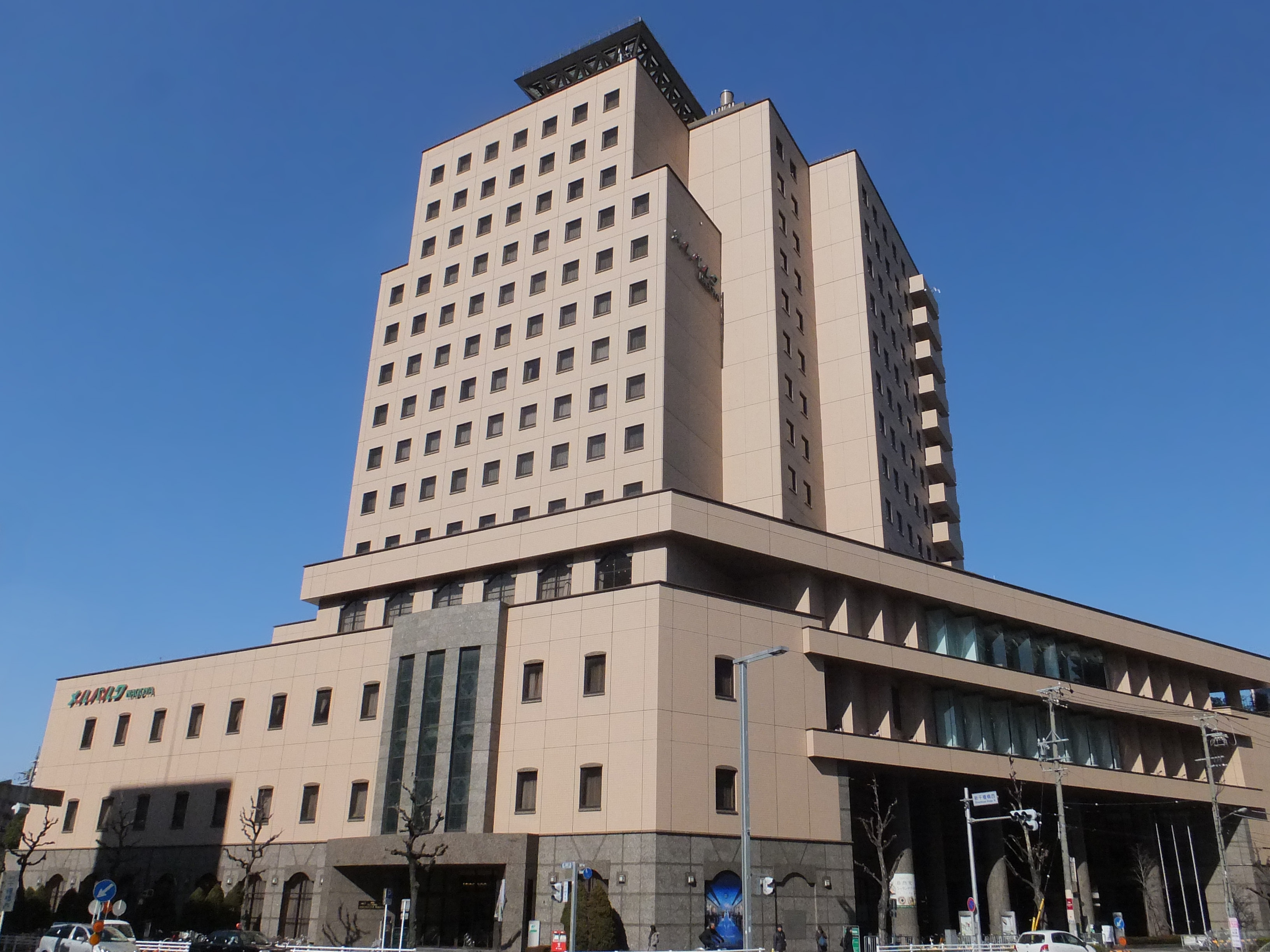
メルパルク名古屋（東区）
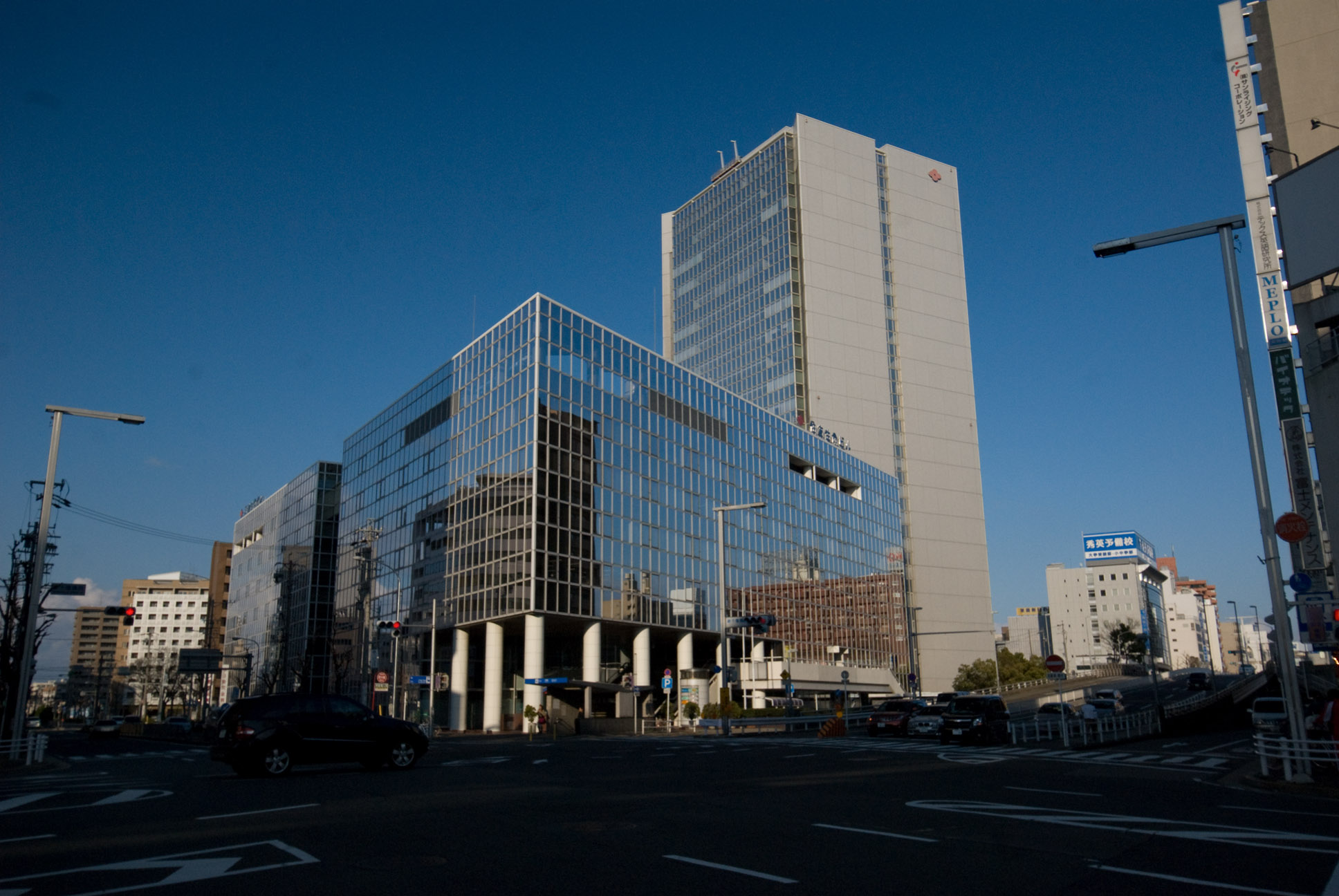
住友生命千種ニュータワービル（東区）